# Megadyptes
Megadyptes är ett släkte med pingviner som omfattar två arter, varav en är utdöd:
- Gulögd pingvin (Megadyptes antipodes)
- Waitahapingvin (Megadyptes waitaha) – utdöd under holocen